# 덕산테코피아
주식회사 덕산테코피아는 각종 정밀화학제품 및 IT 관련 화학소재의 제조와 유통을 주 사업으로 영위하는 코스닥 상장 기업이다. 주요 제품군으로는 디스플레이소재, 반도체소재, 2차전지첨가제 및 원료의약품 중간체, 기능성 화학 소재 등이 있다.